# TRS-4D
TRS-4D是德国亨索爾特公司研制的船舰用3D雷达 ，它在美国海军的正式编号为AN/SPS-80  。

## 设计
该雷达采用C波段作为其工作频率，其雷达天线部分使用的是氮化镓(GaN)半导体元件有源相控阵天线(AESA天线)  。
这型雷达的天线有两种安装方法：四个固定天线阵和旋转型天线 。两者的最大探测距离均为250公里，对小型雷达截面目标的跟踪距离为14公里，但固定阵型号对战斗机大小的空中目标的跟踪距离为110公里，而旋转天线型的跟踪距离为100公里公里。  据称旋转型天线可跟踪的目标数量为 1000 个，而固定型可跟踪目标数量为 1,500 个。  经验证它不仅在远洋中工作表现优异，在目标密集的沿海地区仍表现良好，它还可以对付无人机、导弹、潜望镜等小型目标 。 2013年底，该型雷达在北海和波罗的海进行了数周的测试，据报道该系统表现出了相当高的性能。

## 采用国家和船舶
美國海軍
- 自由级濒海战斗舰　早期型号使用TRS-3D雷达，第9艘以后换装旋转型TRS-4D雷达。

 智利海军
- Almirante Cochrane 级护卫舰（原英国 23 型）- 改装后装备了旋转型TRS-4D雷达。

 德国海军
- 125 型护卫舰（巴登-符腾堡级） - 四面固定阵列天线
- 126 型护卫舰（下萨克森级）
- 130型护卫舰（不伦瑞克级） - 从第6艘舰开始配备旋转型TRS-4D。

 巴西
- 塔曼达雷级护卫舰